# La Chapelle-au-Riboul
La Chapelle-au-Riboul is een gemeente in het Franse departement Mayenne (regio Pays de la Loire) en telt 448 inwoners (1999). De plaats maakt deel uit van het arrondissement Mayenne.

## Geografie
De oppervlakte van La Chapelle-au-Riboul bedraagt 12,9 km², de bevolkingsdichtheid is 34,7 inwoners per km².

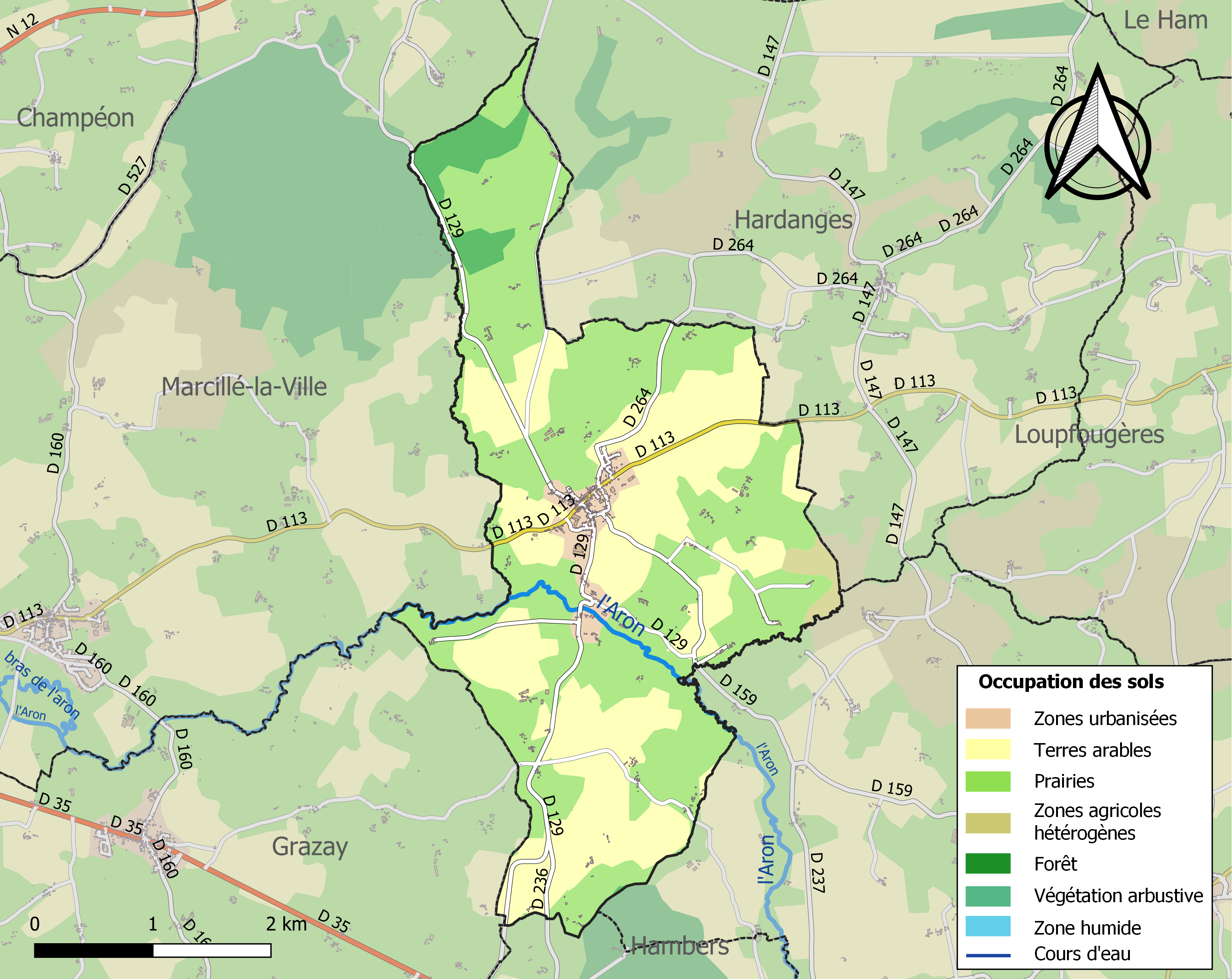
Kaart van de gemeente met de belangrijkste infrastructuur, bodemgebruik en omliggende gemeenten

## Demografie
Onderstaande figuur toont het verloop van het inwonertal (bron: INSEE-tellingen).

1. ↑  Populations de référence 2022.